# Tentaoculus neolithodicola
Tentaoculus neolithodicola är en snäckart som beskrevs av B.A. Marshall 1986. Tentaoculus neolithodicola ingår i släktet Tentaoculus och familjen Pseudococculinidae. Inga underarter finns listade i Catalogue of Life.